# Mercedes-Benz AMG Vision Gran Turismo
La Mercedes-Benz AMG Vision Gran Turismo est un concept car du constructeur automobile allemand Mercedes-Benz / AMG. Initialement entièrement virtuelle, destinée au jeu vidéo Gran Turismo 6 de la console de jeux vidéo PlayStation 3 de Sony, elle est présentée en maquette taille réelle en 2013, puis commercialisée en 5 exemplaires.

## Historique
Avec un design hors norme et ultra futuriste de jeu vidéo / science-fiction, inspiré des Mercedes-Benz SLS AMG, Formule 1, Batmobile, Mercedes-Benz 300 SL et autres Tuning de Mercedes-AMG..., ce modèle fait partie d'une vingtaine de véhicules conceptuels virtuels de la série « Vision Gran Turismo » du jeu vidéo Gran Turismo 6 (voir liste des voitures Vision Gran Turismo).

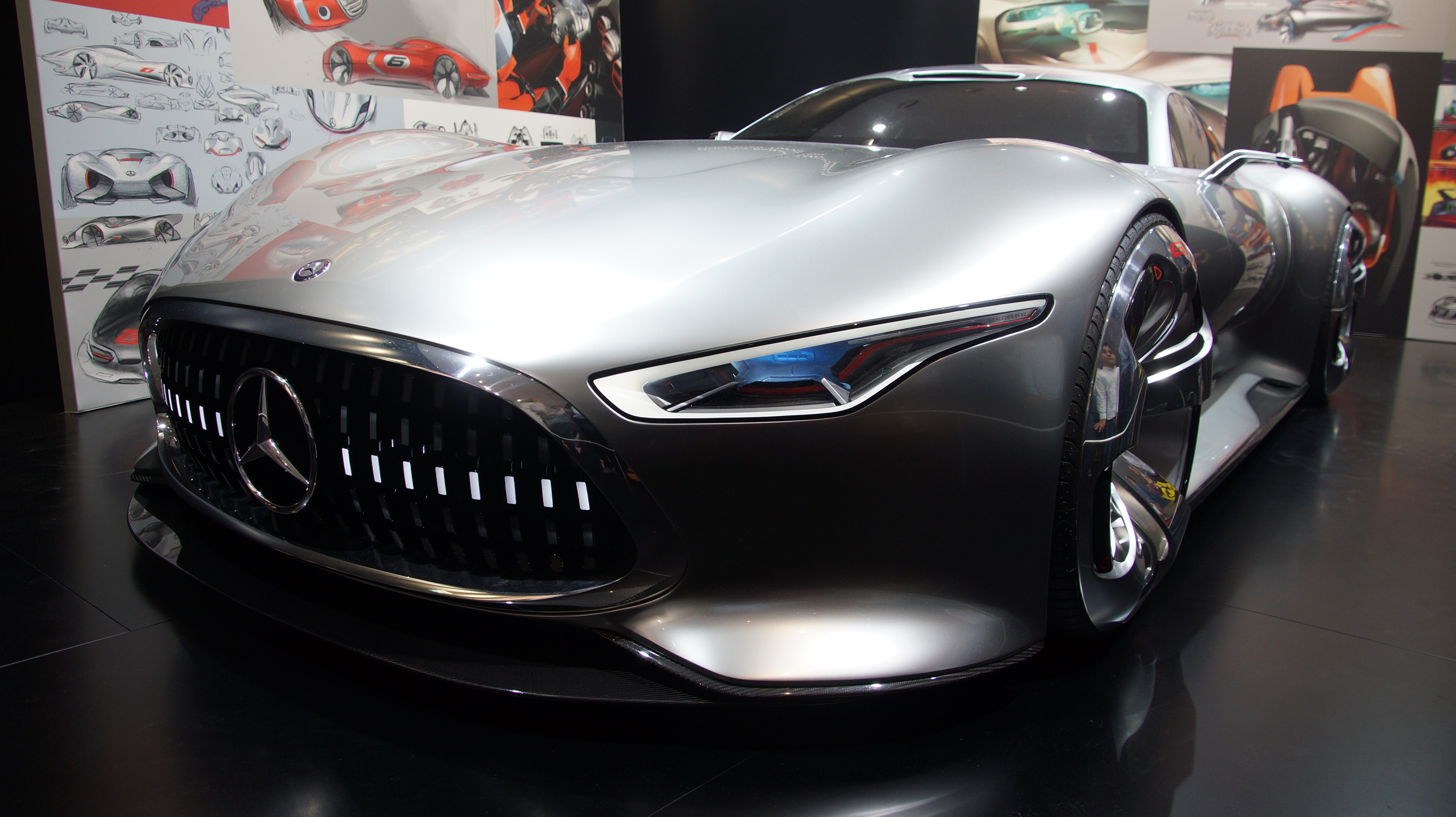
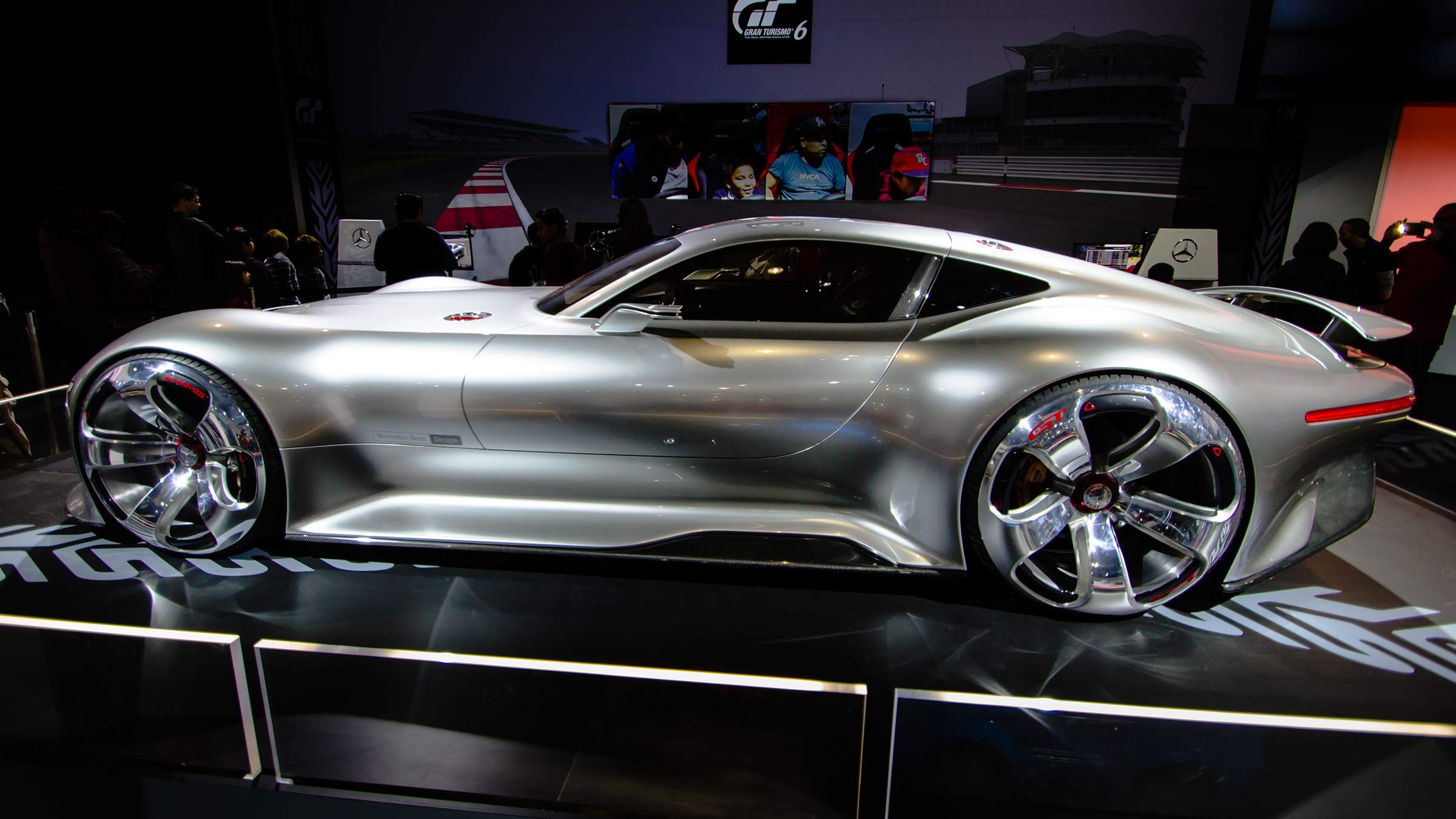
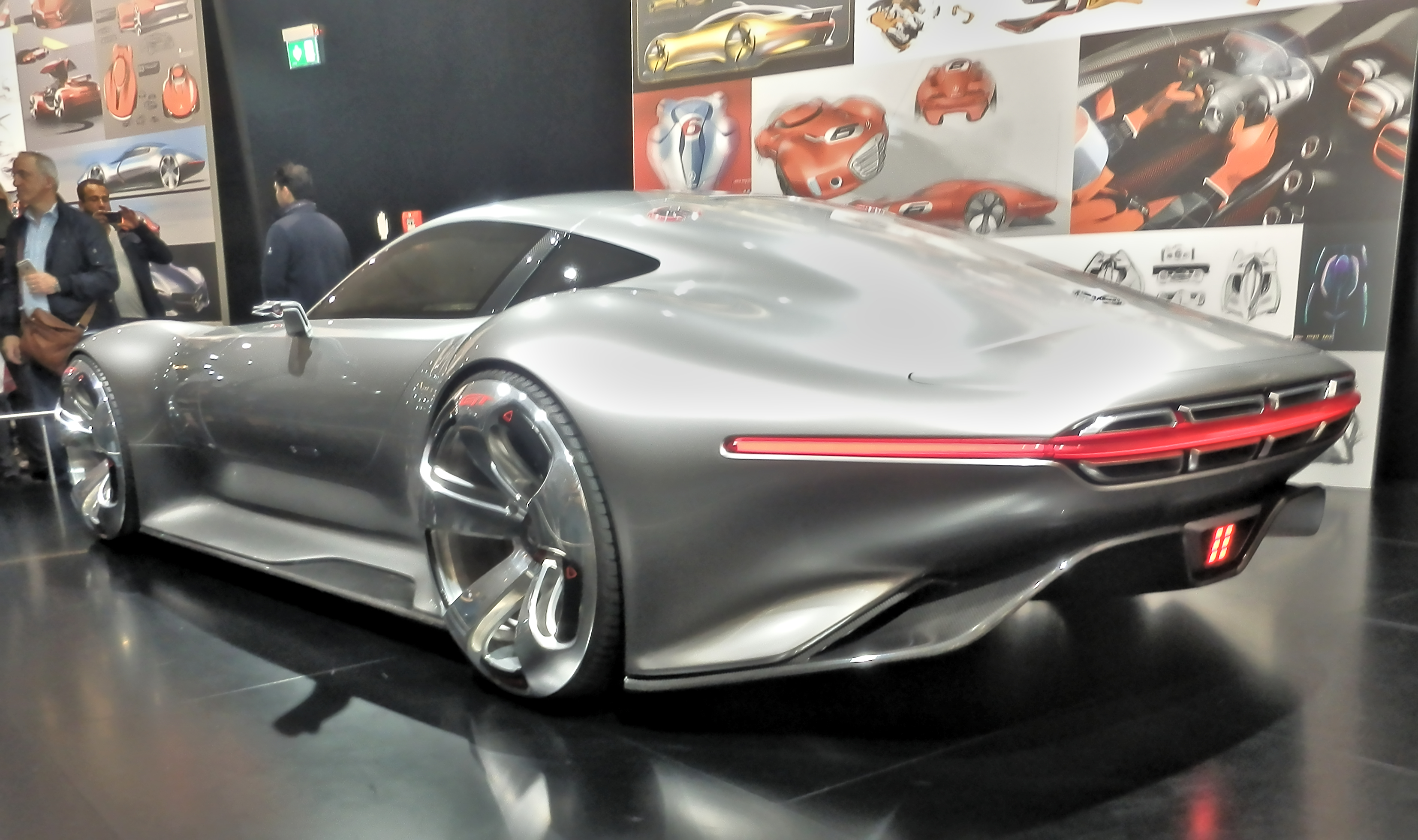

Elle est dévoilée le 20 novembre 2013, au centre de recherche et développement de Mercedes-Benz de Sunnyvale, dans la Silicon Valley en Californie. Le design extérieur est réalisé par les designers des Studios de design avancé Mercedes-Benz de Sindelfingen et de Carlsbad en Allemagne, et le design intérieur par celui de Côme en Italie avec pour caractéristiques virtuelles : 
- châssis en tubes d'aluminium, composants en fibre de carbone, aileron arrière amovible
- moteur V8 biturbo de 5,5 l de 585 ch
- poids de 1 385 kg

## Fabrication en petite série
La société américaine J & S World Wide Holdings, spécialisée dans la fabrication de véhicules de luxe originaux sur-mesure (Batmobile, motos inspirées des films Tron...), obtient finalement le droit des créateurs de produire ce véhicule en petite série :
- sur base de châssis, carrosserie et moteur de Mercedes-Benz SLS AMG
- carrosserie en aluminium et fibre de carbone, aileron rétractable, peinture chromée du jeu vidéo
- moteur V8 atmosphérique 6.2 L de 591ch de SLS AMG, au lieu du V8 biturbo 5,5 Litres de 585ch du jeu vidéo
- 1 604 kg au lieu des 1 385 kg du modèle virtuel
- 5 exemplaires à 1,5 million € l'unité, vendus sur www.jamesedition.com
- Dans le jeu vidéo Gran Turismo Sport, une version spéciale du pilote de Formule 1  Lewis Hamilton est présente à la suite de la mise à jour 1.50 comprenant des défis de chrono du pilote britannique. Il s'agit du même modèle que la version de base, hormis le fait qu'elle soit rouge et noire et ornée du numéro 44, le célèbre numéro du pilote de Formule 1.